# Байрон-Бей
Ба́йрон-Бей (англ. Byron Bay) — прибрежный городок, расположенный в дальнем северо-восточном углу штата Новый Южный Уэльс в Австралии. Он расположен в 772 километрах (480 милях) к северу от Сиднея и в 165 километрах (103 милях) к югу от Брисбена. Мыс, примыкающий к городу, является самой восточной точкой материковой Австралии. По данным переписи населения 2021 года, население города составляло 6330 человек. Это самый большой город Байроншира, хотя и не административный центр графства (которым является Маллумбимби).

## Название

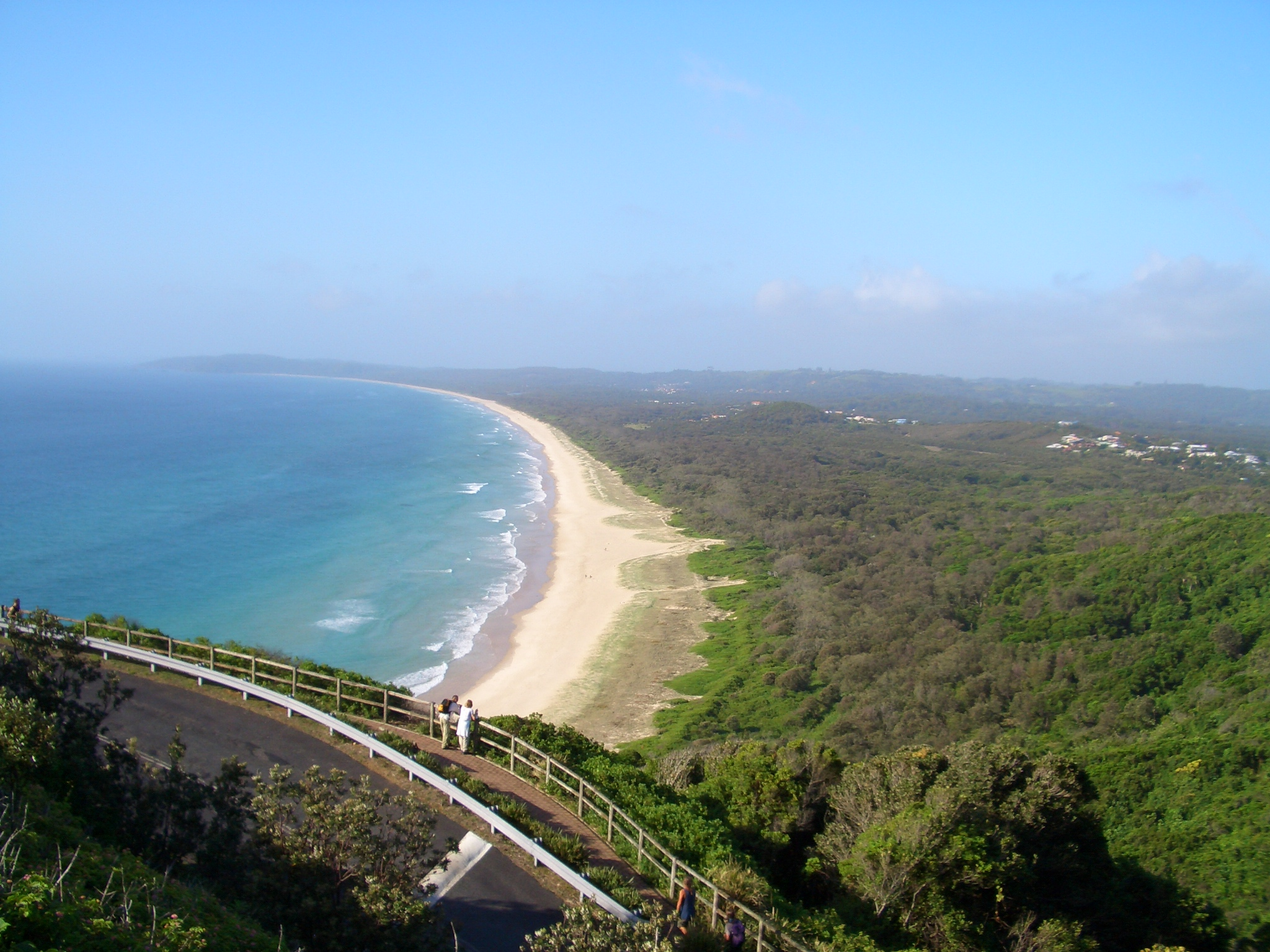
Пляж Байрон-Бей

Название город получил от залива, который в свою очередь получил название от мыса Байрона, названным так Джеймсом Куком в честь Джона Байрона — английского адмирала, совершившего кругосветное плавание на корабле «Дельфин». Джон Байрон — дед знаменитого британского поэта Лорда Байрона.

## Туризм

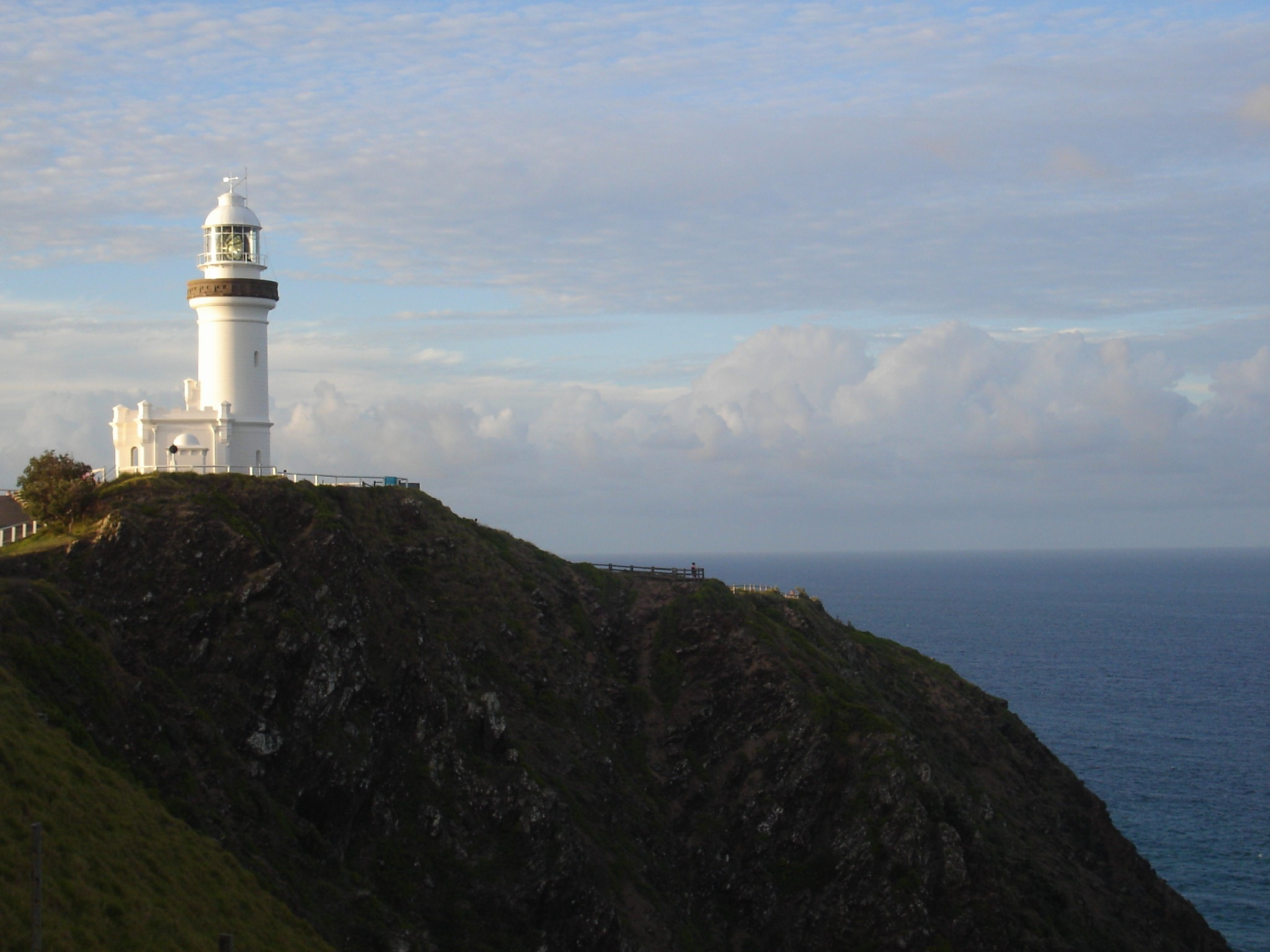
Cape Byron Light

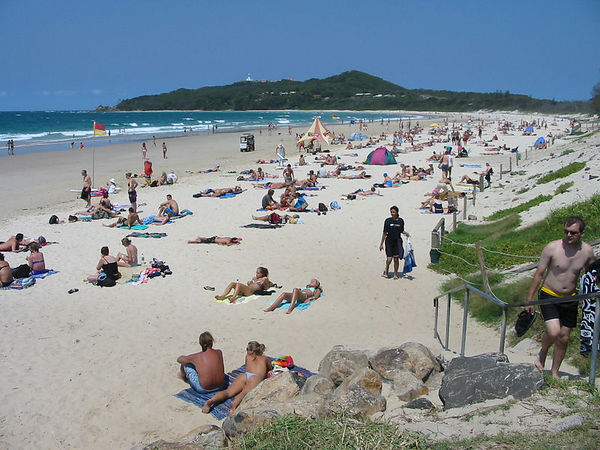
Пляж Байрон-Бей

Город является популярным местом для туризма как австралийцев так и иностранцев. Рядом с городом расположено много живописных берегов, что привлекает в этот город сёрфингистов со всего мира, а также любителей подводного плавания. Чаще всего дайвингом занимаются на скалах Джулиан, в 2,5 километрах от города и являющихся частью морского парка Кейп-Байрон. Поблизости находятся субтропические тропические леса, а такие районы, как национальный парк Найткап и его водопад Миньон, находятся в пределах легкой досягаемости от города.
Этот район известен своей дикой природой, а наблюдение за китами вносит значительный вклад в местную экономику.
Байрон-Бей ― популярное место отдыха для школьников в конце ноября и начале декабря.

## Климат
Байрон-Бей имеет влажный субтропический климат (Cfa по классификации климатов Кеппена) с теплым летом и мягкой зимой. Зимой температура воздуха достигает максимум 19,4 °C, и минимум ― 12 °C. Лето может быть жарким, со средней дневной температурой 27 °C. Летние вечера могут быть влажными, что приводит к охлаждению дневной температуры. Из-за своего расположения на мысе, обращенном к океану, он более подвержен воздействию влажных восточных потоков, отсюда и количество осадков в год свыше 1500 мм, что выше, чем в Брисбене и Голд-Косте.